# Bazzania schlimiana
Bazzania schlimiana là một loài rêu tản trong họ Lepidoziaceae. Loài này được (Gottsche) Fulford miêu tả khoa học lần đầu tiên năm 1959.